# کوروش (خرم‌آباد)
کوروش[اسدآبادی] نام یکی از محله‌های شرق شهر خرم‌آباد است. نام این محله پس از انقلاب ۱۳۵۷ به اسدآبادی تغییر کرد.